# Fago (miniserie de televisión)
Fago es una miniserie de televisión producida por Mundo Ficción para la cadena de española TVE, estrenada el lunes 10 de marzo de 2008. Fue rodada en El Berrueco, en Valdemanco y en Prádena del Rincón.

## Argumento
La serie relata los hechos reales sucedidos en la pequeña localidad oscense de Fago, un pueblo que vio alterada su vida cotidiana tras el asesinato del alcalde Miguel Grima (Mateo Ibarra en la serie) el 13 de enero de 2007. Después de varios días interrogando al pueblo entero y varios giros sobre el presunto autor material del crimen, la Guardia Civil detuvo a Santiago Mainar (Eugenio Riaza en la serie) casi un mes después. El 4 de diciembre de 2009 éste fue condenado a 20 años y 9 meses de cárcel por la Audiencia Provincial de Huesca.

## Reparto
- Jordi Rebellón (Mateo Ibarra)
- Joaquín Notario (Eugenio Riaza)
- Iván Hermes (Teniente Vidal)
- Juan Manuel Lara (Sargento Pacheco)
- Mar Sodupe (Pilar Jiménez)
- Alejandra Torray (Cristina Cotos)
- Sandra Toral
- Paca Gabaldón (Jueza de Jaca)
- Jacobo Dicenta (Endika Mújica)
- Fernando Valdivielso (Josu Mújica)
- Lourdes Bartolomé (Ana Sierra)
- Manolo Caro (Bartolomé Benito Millán)
- Rebecca Cobos
- Tomás Calleja (Ángel Campaña)
- Sonia Almarcha (Laura Olmos)
- Pep Guinyol
- Josu Ormaetxe (José Luis)
- Ana Goya
- Eduardo Torroja
- Tomás del Estal
- Eugenio Barona (Capitán Villegas)
- Artur Rodríguez
- Octavi Pujades (agente Castro)
- Chema León
- Joan Llaneras
- Antonio Mayans
- Isis Abellán
- Lourdes Bartolomé
- Isidro Vigo
- José María Cartón

## Guionistas
- Antonio Onetti
- Sergio Rubio

## Polémica
El jueves 6 de marzo de 2008, la Guardia Civil recogió las cintas de la productora Mundo Ficción por orden del juzgado de Jaca a petición de la familia del alcalde fallecido, quienes se opusieron a que Televisión Española emitiera la miniserie. Posteriormente, la Fiscalía se unió a la familia para evitar, según su parecer, un juicio paralelo. Tanto la cadena española como la productora defendieron su postura al tratarse de información pública revelada a los medios, hasta que el lunes 10 de marzo la juez de Jaca autorizó a la cadena pública la emisión de dicha serie.
Un mes antes ocurrió un precedente similar, cuando la cadena Antena 3 emitió otra miniserie sobre los últimos momentos del presunto delincuente Jaime Giménez Arbe llamada Yo soy el Solitario, aunque en ese caso nadie se opuso a que se emitiera a pesar de que aún no había sido juzgado.